# Alle (zone)
Pour les articles homonymes, voir Alle.
Ancien woreda spécial de la région des nations, nationalités et peuples du Sud en Éthiopie, Alle est depuis 2023 une zone administrative dans la région Éthiopie du Sud.
Situé au sud-est de la région des nations, nationalités et peuples du Sud dans la vallée du Grand Rift, Alle est bordé à l'ouest par la rivière Weito qui le sépare de la zone Debub Omo.
Alle est desservi par la route secondaire Jinka-Keyafer-Karat Konso.
| Kemba (Gamo Gofa)       | Bonke (Gamo Gofa) |         |
| Male (Debub Omo)        | Alle              | Dirashe |
| Bena Tsemay (Debub Omo) | Konso             |         |

Créé en tant que woreda de la zone du peuple Segen, sur une partie du territoire de Dirashe, Alle prend le statut de woreda spécial à la fin des années 2010 lorsque la zone Segen est dissoute, ce qui le rattache directement à la région des nations, nationalités et peuples du Sud sans dépendre d'aucune zone.
Alle obtient le statut de zone en 2023 dans la nouvelle région Éthiopie du Sud ce qui accroît son autonomie et lui permet de se subdiviser en plusieurs woredas[réf. souhaitée].